# 카일러 증후군
카일러 증후군(Cayler cardiofacial syndrome, Asymmetric crying facies, ACF, partial unilateral facial paresis, hypoplasia of depressor angula oris muscle)은 아랫입술의 움직임을 통제하는 근육 중 하나인 입꼬리내림근의 발육부전이나 형성 부전에 의해 발병하는 선천성 장애이다.
카일러 증후군은 디조지 증후군의 일부이다. 이렇게 한쪽만 영향을 받는 얼굴 약화는 유아가 울 때나 웃을 때 처음으로 눈치를 채며 입과 한쪽 모퉁이에만 영향을 주고 전체 케이스 중 약 80%가 좌측에서 발생한다. 다른 선천적 결손증과 관련되는 일은 드문 편이다.
1969년 카일러에 의해 특징이 구분되었다.